# 头柱灯心草
头柱灯心草（学名：Juncus cephalostigma）为灯心草科灯心草属的植物。分布在缅甸、尼泊尔、不丹以及中国大陆的西藏、云南等地，生长于海拔2,130米至4,200米的地区，一般生长在高山地区，目前尚未由人工引种栽培。

## 异名
- Juncus cephalostigma G. Samuelss. var. dingjiensis K. F. Wu